# 管彤
管彤（1971年2月11日—），北京人，毕业于中国传媒大学，中国中央电视台节目主持人。

## 生平
1971年2月11日，管彤出生于北京市，她母亲是北京人，父亲是上海人，父母都是化工业工作者，她还有一个哥哥，后在北京市东直门中学毕业，考入中国传媒大学播音系，大三时就参与拍摄电视电影《青春作证》，大学毕业后，管彤被分配到北京有线电视台影视部《快乐周末》担任主持人。1997年，管彤正式调入中央电视台戏曲频道音乐部担任主持人。

## 个人生活
管彤曾向媒体透露自己的择偶标准是：“他可以给我安全感，包容，有责任心。不能小心眼，要理解我的工作。我希望有一天能成为一个操持家务的主妇。”
管彤于2012年结婚。2022年曾发微博纪念结婚十周年。

## 作品

### 电视节目
- 《欢聚一堂》
- 《东西南北中》
- 《音乐电视城》
- 《星星擂台》
- 《银屏歌声》
- 《音乐直播厅》
- 《中国音乐电视》
- 《新视听》
- 《同一首歌》
- 《交响世界》
- 《国乐飘香》
- 《中国风》

### 电影
| 年份   | 中文名称 | 角色 | 备注        |
| ------ | -------- | ---- | ----------- |
| 1992年 | 青春作证 |      | [ 2 ] [ 4 ] |